# Charles-Albert Reichen
Charles-Albert Reichen, né le 18 août 1907 à Pontarlier et mort le 17 juin 1992, est un écrivain, enseignant, conférencier, éditeur et traducteur vaudois.

## Biographie
Charles-Albert Reichen, après des études supérieures menées à Lyon, Besançon et Paris, vient s'installer à Lausanne où il est professeur de philosophie dans plusieurs gymnases cantonaux. Éditeur et animateur de Jeunesse-Magazine, Charles-Albert Reichen est également traducteur. 
Il rédige de nombreux essais, des biographies ainsi que des études sur la musique, dont L'Art musical et son évolution (1956), la philosophie ou les sciences et fait paraître un recueil de poèmes Rythmes inactuels (1963).

## Sources
- « Charles-Albert Reichen », sur la base de données des personnalités vaudoises sur la plateforme « Patrinum » de la Bibliothèque cantonale et universitaire de Lausanne.
- Écrivains suisses d'aujourd'hui, Berne, 1962, p. 144
- Patrimoine littéraire européen ... - Google Bücher

- VIAF
- ISNI
- BnF (données)
- IdRef
- LCCN
- GND
- Espagne
- Belgique
- Pays-Bas
- Israël
- NUKAT
- Norvège
- Tchéquie
- WorldCat